# Puig de Grúfol
El Puig de Grúfol és una muntanya de 169 metres que es troba al municipi de Bàscara, a la comarca catalana de l'Alt Empordà.